# Телито, Филоимеа
Преподобный Сэр Филоимеа Телито (Sir Filoimea Telito, 1944 или 1945 — 11 июля 2011) — восьмой генерал-губернатор Тувалу с 15 апреля 2005 по 11 мая 2010.

## Биография
Родился на атолле Ваитупу. До этого был директором школы Мотуфоуа на родном острове, а затем конгреционалистским пастором Церкви Тувалу, которую впоследствии и возглавил, занимая эту должность до самой смерти. В 1996 году был награждён орденом Британской империи, в 2007 году был посвящён в рыцари. 
Скончался от инфаркта и был похоронен в Фунафути.